# Mercedes-Benz NG
Mercedes-Benz NG (ty. Neue Generation) är en lastbil, tillverkad av den tyska biltillverkaren Mercedes-Benz mellan 1973 och 1988.
Övergången från LP-serien till NG (”nya generationen”) tog ett par år, med hänsyn till alla varianter. Först ut var de tyngsta anläggningsbilarna 1973. NG-modellen var helt nykonstruerad, med undantag för V-motorerna i OM400-serien som introducerats några år tidigare. 
1975 tillkom en serie lättare lastbilar med den äldre radmotorn ur OM300-serien. Den fanns även med turbo. Mercedes-Benz hade byggt brandbilar med turbodiesel sedan mitten av 1950-talet, men det här var första gången även reguljära lastbilar såldes med turbomotor.
Hösten 1979 genomfördes en uppdatering av NG-serien och nu erbjöds även V8-motorn med turbo. Misstron mot den nya tekniken gjorde att den största tiocylindriga sugmotorn blev kvar på programmet. Från 1985 erbjöds en växellåda med pneumatiskt styrda växlingar, för att underlätta körningen.